# Parthenope (Mythologie)

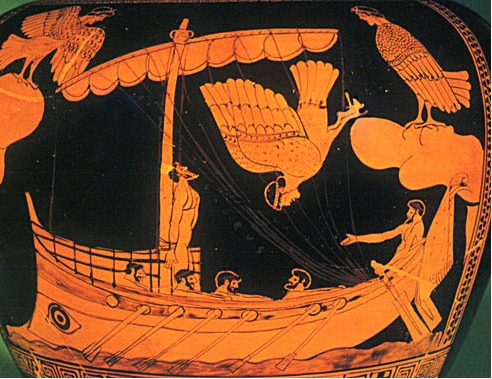
Odysseus und Parthenope

Parthenope (altgriechisch Παρθενόπη Parthenópē) ist in der griechischen Mythologie eine der Sirenen.
In Homers Odyssee, dem ältesten literarischen Werk, das die Sirenen erwähnt, haben diese noch keine individuellen Namen. Solche vergaben dann nach Angaben von Robert Graves-Ranke spätere Autoren wie Plutarch, Johannes Tzetzes und Eustathios von Thessalonike.
So kam auch die Sirene Parthenope zu ihrem Namen. Sie lebte mit zwei Geschwistern auf einer Insel nahe der Küste Süditaliens. Als ihr Vater wurde wahrscheinlich der Flussgott Acheloos betrachtet.
Die Odyssee erzählt, dass Odysseus mit seinem Schiff während der Irrfahrt auf der Suche nach seiner Heimat Ithaka an der Insel der Sirenen vorbeikam. Dass er durch den für alle Vorbeifahrenden gleichermaßen betörenden wie todbringenden Gesang keinen Schaden nahm, erreichte er, indem er seinen Matrosen die Ohren mit Wachs verstopfte und sich selbst an den Mast fesseln ließ. Die Argonauten segelten ebenfalls heil an der Insel der Sirenen vorbei, weil Orpheus ihren Gesang mit der Leier übertönte. Die Sirenen sollen dann durch einen Sprung ins Meer Selbstmord verübt haben, entweder weil sie Odysseus oder weil sie Orpheus nicht zu sich hatten locken können.
Nach ihrem Sprung ins Meer wurde Parthenope in der Nähe von Neapel tot angeschwemmt und an diesem Ort bestattet. An ihrem Grabmal wurde ihr Kult mit jährlichen Spenden und Stieropfern begangen. Außerdem veranstalteten die Einwohner Neapels ihr zu Ehren einen jährlichen, vom athenischen Nauarchen Diotimos um 433 v. Chr. auf einen Orakelspruch hin eingeführten Fackellauf.
In Neapel wurde Parthenope als Stadtgöttin verehrt. Ihren Namen verwendete daher u. a. der römische Dichter Vergil als dichterische Bezeichnung für Neapel. Noch Napoleon gründete 1799 in Anlehnung an ihren Namen in Süditalien die Parthenopäische Republik.